# Lambdina seminudata
Lambdina seminudata är en fjärilsart som beskrevs av Walker 1862. Lambdina seminudata ingår i släktet Lambdina och familjen mätare. Inga underarter finns listade i Catalogue of Life.